# Volendam (Paraguay)
Volendam of Colonia Volendam is een in 1947 gestichte mennonietenkolonie, gelegen in het departement San Pedro in de regio Chaco in Paraguay. De nederzetting heeft 550 inwoners en is genoemd naar het schip Volendam dat de Rusland-Duitsers naar Zuid-Amerika bracht. In de kolonie wordt door een groot deel van de bevolking Plautdietsch gesproken. De mennonitische gemeenschap in Paraguay staat bekend om haar strenge geloofsregels. De gezinnen zijn groot, trouwen buiten de eigen gemeenschap wordt niet geaccepteerd, hoewel de regels de laatste jaren minder streng worden toegepast dan voorheen.